# Araules
Araules est une commune française située dans le département de la Haute-Loire, en région Auvergne-Rhône-Alpes.

## Géographie

### Localisation
La commune d'Araules se trouve dans le département de la Haute-Loire, en région Auvergne-Rhône-Alpes.
Elle se situe à 19 km par la route du Puy-en-Velay, préfecture du département, et à 9 km d'Yssingeaux, sous-préfecture
Les communes les plus proches sont : 
Saint-Jeures (2,6 km), Queyrières (6,2 km), Yssingeaux (7,1 km), Mazet-Saint-Voy (7,3 km), Champclause (7,5 km), Bessamorel (7,6 km), Chenereilles (7,8 km), Le Pertuis (9,0 km).
| Yssingeaux  |         | Saint-Jeures    |
| Queyrières  | Araules |                 |
| Champclause |         | Mazet-Saint-Voy |

### Géologie et relief
Le village d'Araules est situé dans la partie est du Velay, au cœur du Pays des Sucs (un suc étant un dôme issu d'un volcan de type péléen). Le point culminant de la commune est le pic du Lizieux, suc conique et pierreux, haut de 1 386 m, situé dans le sud-est de la commune.

### Climat
Pour des articles plus généraux, voir Climat d'Auvergne-Rhône-Alpes et Climat de la Haute-Loire.
En 2010, le climat de la commune est de type climat de montagne, selon une étude du Centre national de la recherche scientifique s'appuyant sur une série de données couvrant la période 1971-2000. En 2020, Météo-France publie une typologie des climats de la France métropolitaine dans laquelle la commune est exposée à un climat de montagne ou de marges de montagne et est dans la région climatique Sud-est du Massif Central, caractérisée par une pluviométrie annuelle de 1 000 à 1 500 mm, minimale en été, maximale en automne.
Pour la période 1971-2000, la température annuelle moyenne est de 8,2 °C, avec une amplitude thermique annuelle de 15,9 °C. Le cumul annuel moyen de précipitations est de 1 056 mm, avec 10 jours de précipitations en janvier et 6,8 jours en juillet. Pour la période 1991-2020, la température moyenne annuelle observée sur la station météorologique de Météo-France la plus proche, « Mazet-Volamont », sur la commune de Mazet-Saint-Voy à 7 km à vol d'oiseau, est de 7,8 °C et le cumul annuel moyen de précipitations est de 975,0 mm,. Pour l'avenir, les paramètres climatiques de la commune estimés pour 2050 selon différents scénarios d'émission de gaz à effet de serre sont consultables sur un site dédié publié par Météo-France en novembre 2022.

## Urbanisme

### Typologie
Au 1er janvier 2024, Araules est catégorisée commune rurale à habitat très dispersé, selon la nouvelle grille communale de densité à sept niveaux définie par l'Insee en 2022.
Elle est située hors unité urbaine. Par ailleurs la commune fait partie de l'aire d'attraction d'Yssingeaux, dont elle est une commune de la couronne,. Cette aire, qui regroupe 9 communes, est catégorisée dans les aires de moins de 50 000 habitants,.

### Occupation des sols
L'occupation des sols de la commune, telle qu'elle ressort de la base de données européenne d’occupation biophysique des sols Corine Land Cover (CLC), est marquée par l'importance des territoires agricoles (60,1 % en 2018), en augmentation par rapport à 1990 (56,6 %). La répartition détaillée en 2018 est la suivante : 
prairies (47,1 %), forêts (38,2 %), zones agricoles hétérogènes (12,9 %), zones urbanisées (1 %), milieux à végétation arbustive et/ou herbacée (0,8 %). L'évolution de l’occupation des sols de la commune et de ses infrastructures peut être observée sur les différentes représentations cartographiques du territoire : la carte de Cassini (XVIIIe siècle), la carte d'état-major (1820-1866) et les cartes ou photos aériennes de l'IGN pour la période actuelle (1950 à aujourd'hui).

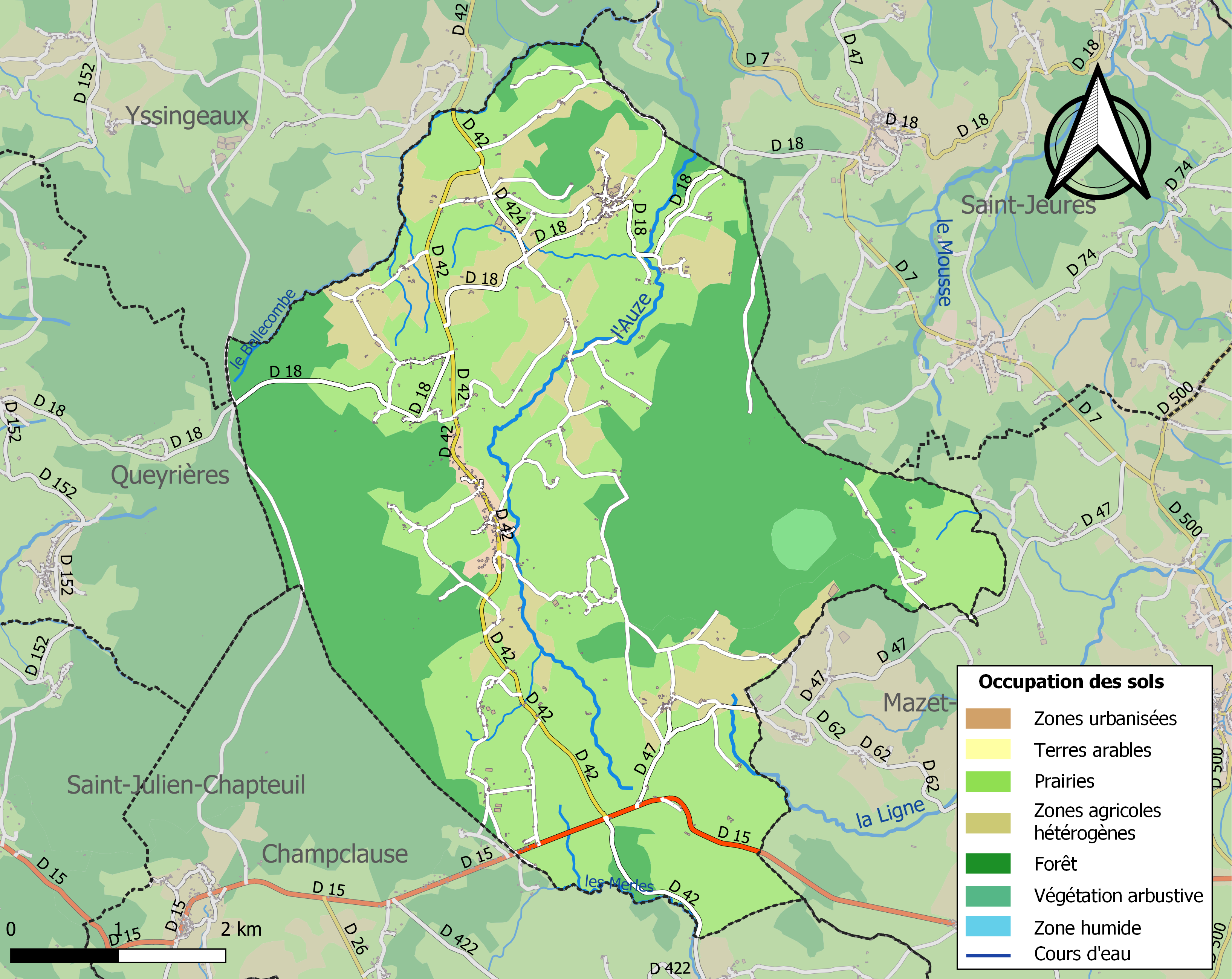
Carte des infrastructures et de l'occupation des sols de la commune en 2018 (CLC).
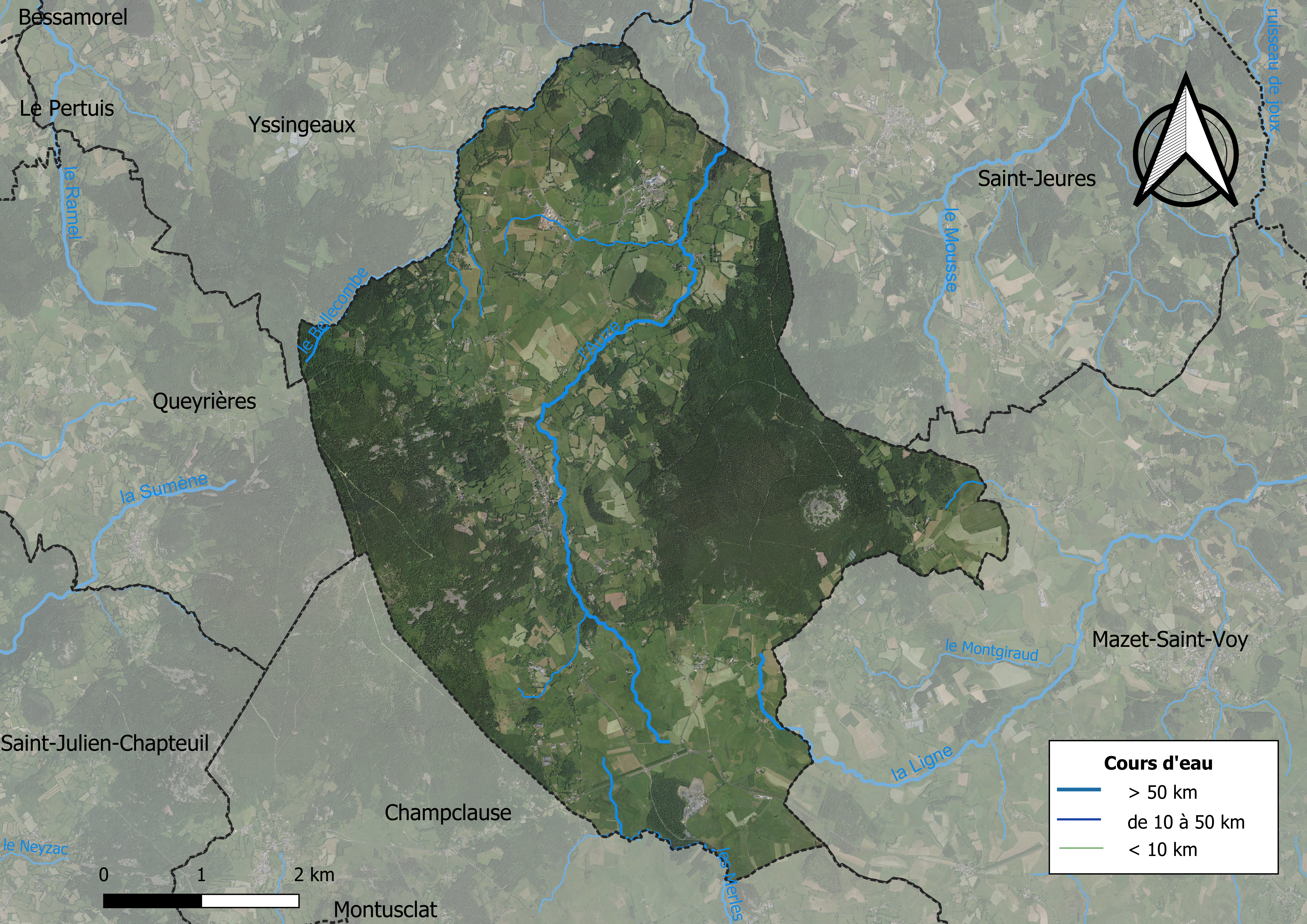
Carte orthophotographique de la commune.

### Habitat et logement
En 2018, le nombre total de logements dans la commune était de 613, alors qu'il était de 600 en 2013 et de 615 en 2008.
Parmi ces logements, 41,6 % étaient des résidences principales, 35,1 % des résidences secondaires et 23,3 % des logements vacants. Ces logements étaient pour 87,4 % d'entre eux des maisons individuelles et pour 12,6 % des appartements.
Le tableau ci-dessous présente la typologie des logements à Araules en 2018 en comparaison avec celle de la Haute-Loire et de la France entière. Une caractéristique marquante du parc de logements est ainsi une proportion de résidences secondaires et logements occasionnels (35,1 %) supérieure à celle du département (16,1 %) et à celle de la France entière (9,7 %). Concernant le statut d'occupation de ces logements, 81,2 % des habitants de la commune sont propriétaires de leur logement (77,9 % en 2013), contre 70 % pour la Haute-Loire et 57,5 pour la France entière.
| Typologie                                               | Araules | Haute-Loire | France entière |
| ------------------------------------------------------- | ------- | ----------- | -------------- |
| Résidences principales (en %)                           | 41,6    | 71,5        | 82,1           |
| Résidences secondaires et logements occasionnels (en %) | 35,1    | 16,1        | 9,7            |
| Logements vacants (en %)                                | 23,3    | 12,4        | 8,2            |

## Toponymie
Le nom de la localité est attesté sous les formes Aradulas en 1366, Auraulas en 1380, Aradulae en 1390. Araules dérive du latin Aratula, « terre labourée ». Ce nom deviendra Araules en français et Auraulas en dialecte vivaro-alpin.

## Histoire
En 1789, Araules fait partie de la province du Velay et de la subdélégation et sénéchaussée du Puy. Son église paroissiale appartient au diocèse du Puy et à l'archiprètré de Monistrol-sur-Loire.

## Politique et administration

### Découpage territorial
La commune d'Araules est membre de la communauté de communes des Sucs, un établissement public de coopération intercommunale (EPCI) à fiscalité propre créé le 28 juin 1999 dont le siège est à Yssingeaux. Ce dernier est par ailleurs membre d'autres groupements intercommunaux.
Sur le plan administratif, elle est rattachée à l'arrondissement d'Yssingeaux, au département de la Haute-Loire, en tant que circonscription administrative de l'État, et à la région Auvergne-Rhône-Alpes.
Sur le plan électoral, elle dépend du canton d'Yssingeaux pour l'élection des conseillers départementaux, depuis le redécoupage cantonal de 2014 entré en vigueur en 2015, et de la première circonscription de la Haute-Loire   pour les élections législatives, depuis le redécoupage électoral de 1986.

### Élections municipales et communautaires

#### Élections de 2020
Le conseil municipal d'Araules, commune de moins de 1 000 habitants, est élu au scrutin majoritaire plurinominal à deux tours avec candidatures isolées ou groupées et possibilité de panachage. Compte tenu de la population communale, le nombre de sièges à pourvoir lors des élections municipales de 2020 est de 15. Sur les vingt-six candidats en lice, quatorze  sont élus dès le premier tour, le 15 mars 2020, avec un taux de participation de 66,84 %. Le dernier  conseiller restant à élire est élu au second tour, qui se tient le 28 juin 2020 du fait de la pandémie de Covid-19, avec un taux de participation de 44,33 %.
Mireille Faure, maire sortante, est réélue pour un nouveau mandat le 3 juillet 20.
Dans les communes de moins de 1 000 habitants, les conseillers communautaires sont désignés parmi les conseillers municipaux élus en suivant l’ordre du tableau (maire, adjoints puis conseillers municipaux) et dans la limite du nombre de sièges attribués à la commune au sein du conseil communautaire. Deux sièges sont attribués à la commune au sein de la communauté de communes des Sucs.

#### Liste des maires
| Période                                  | Période                | Identité        | Étiquette | Qualité |
| ---------------------------------------- | ---------------------- | --------------- | --------- | ------- |
| Les données manquantes sont à compléter. |                        |                 |           |         |
| avril 1971                               | juin 1995              | Pierre Chanal   |           |         |
| mars 2001                                | mars 2008              | Joseph Debard   | DVD       |         |
| mars 2008                                | avril 2021 (démission) | Mireille Faure, |           |         |
| avril 2021                               | en cours               | Nadine Dufour   |           |         |

La commune d'Araules est encore à ce jour découpée en 3 sections : Araules, Recharinges et Montbuzat.

### Jumelages
Araules n'est jumelée avec aucune commune.

## Population et société

### Démographie

#### Évolution démographique
L'évolution du nombre d'habitants est connue à travers les recensements de la population effectués dans la commune depuis 1793. Pour les communes de moins de 10 000 habitants, une enquête de recensement portant sur toute la population est réalisée tous les cinq ans, les populations de référence des années intermédiaires étant quant à elles estimées par interpolation ou extrapolation. Pour la commune, le premier recensement exhaustif entrant dans le cadre du nouveau dispositif a été réalisé en 2008.

En 2022, la commune comptait 615 habitants, en évolution de +3,02 % par rapport à 2016 (Haute-Loire : +0,36 %, France hors Mayotte : +2,11 %).
| 1793  | 1800  | 1806  | 1821  | 1831  | 1836  | 1841  | 1846  | 1851  |
| ----- | ----- | ----- | ----- | ----- | ----- | ----- | ----- | ----- |
| 1 533 | 1 444 | 1 721 | 1 588 | 1 836 | 1 830 | 1 914 | 1 940 | 1 906 |

| 1856  | 1861  | 1866  | 1872  | 1876  | 1881  | 1886  | 1891  | 1896  |
| ----- | ----- | ----- | ----- | ----- | ----- | ----- | ----- | ----- |
| 1 697 | 1 689 | 1 674 | 1 957 | 2 108 | 2 030 | 2 103 | 2 163 | 2 011 |

| 1901  | 1906  | 1911  | 1921  | 1926  | 1931  | 1936  | 1946  | 1954  |
| ----- | ----- | ----- | ----- | ----- | ----- | ----- | ----- | ----- |
| 2 031 | 2 040 | 2 017 | 1 657 | 1 672 | 1 534 | 1 441 | 1 268 | 1 097 |

| 1962 | 1968 | 1975 | 1982 | 1990 | 1999 | 2006 | 2008 | 2013 |
| ---- | ---- | ---- | ---- | ---- | ---- | ---- | ---- | ---- |
| 980  | 865  | 777  | 686  | 595  | 607  | 616  | 619  | 604  |

| 2018 | 2022 | - | - | - | - | - | - | - |
| ---- | ---- | - | - | - | - | - | - | - |
| 596  | 615  | - | - | - | - | - | - | - |

#### Pyramide des âges
La population de la commune est relativement jeune.
En 2018, le taux de personnes d'un âge inférieur à 30 ans s'élève à 32,6 %, soit au-dessus de la moyenne départementale (31 %). À l'inverse, le taux de personnes d'âge supérieur à 60 ans est de 28,9 % la même année, alors qu'il est de 31,1 % au niveau départemental.
En 2018, la commune comptait 308 hommes pour 288 femmes, soit un taux de 51,68 % d'hommes, largement supérieur au taux départemental (49,13 %).
Les pyramides des âges de la commune et du département s'établissent comme suit.
| Hommes | Classe d’âge | Femmes |
| ------ | ------------ | ------ |
| 0,0    | 90 ou +      | 1,7    |
| 7,1    | 75-89 ans    | 9,4    |
| 20,1   | 60-74 ans    | 19,4   |
| 26,6   | 45-59 ans    | 24,0   |
| 13,6   | 30-44 ans    | 12,8   |
| 13,0   | 15-29 ans    | 15,3   |
| 19,5   | 0-14 ans     | 17,4   |

| Hommes | Classe d’âge | Femmes |
| ------ | ------------ | ------ |
| 0,9    | 90 ou +      | 2,5    |
| 8,4    | 75-89 ans    | 11,7   |
| 20,4   | 60-74 ans    | 20,5   |
| 21,3   | 45-59 ans    | 20,3   |
| 16,8   | 30-44 ans    | 16,3   |
| 15,2   | 15-29 ans    | 13,2   |
| 17     | 0-14 ans     | 15,6   |

## Économie

### Revenus
En 2018, la commune compte 265 ménages fiscaux, regroupant 616 personnes. La médiane du revenu disponible par unité de consommation est de 19 040 € (20 800 € dans le département).

### Emploi
| Division       | 2008  | 2013  | 2018  |
| -------------- | ----- | ----- | ----- |
| Commune        | 8,4 % | 7,1 % | 4,9 % |
| Département    | 6,3 % | 7,7 % | 7,7 % |
| France entière | 8,3 % | 10 %  | 10 %  |

En 2018, la population âgée de 15 à 64 ans s'élève à 349 personnes, parmi lesquelles on compte 77,7 % d'actifs (72,8 % ayant un emploi et 4,9 % de chômeurs) et 22,3 % d'inactifs,. En  2018, le taux de chômage communal (au sens du recensement) des 15-64 ans est inférieur à celui de la France et du département, alors qu'en 2008 la situation était inverse.
La commune fait partie de la couronne de l'aire d'attraction d'Yssingeaux, du fait qu'au moins 15 % des actifs travaillent dans le pôle,. Elle compte 187 emplois en 2018, contre 183 en 2013 et 157 en 2008. Le nombre d'actifs ayant un emploi résidant dans la commune est de 261, soit un indicateur de concentration d'emploi de 71,7 % et un taux d'activité parmi les 15 ans ou plus de 57,2 %.
Sur ces 261 actifs de 15 ans ou plus ayant un emploi, 87 travaillent dans la commune, soit 33 % des habitants. Pour se rendre au travail, 83,1 % des habitants utilisent un véhicule personnel ou de fonction à quatre roues, 0,4 % les transports en commun, 5 % s'y rendent en deux-roues, à vélo ou à pied et 11,5 % n'ont pas besoin de transport (travail au domicile).

### Activités hors agriculture
43 établissements sont implantés  à Araules au 31 décembre 2019. Le tableau ci-dessous en détaille le nombre par secteur d'activité et compare les ratios avec ceux du département,.
| Secteur d'activité                                                                                        | Commune | Commune | Département |
| Secteur d'activité                                                                                        | Nombre  | %       | %           |
| --- | ------- | ------- | ----------- |
| Ensemble                                                                                                  | 43      |         |             |
| Industrie manufacturière, industries extractives et autres                                                | 14      | 32,6 %  | (14,2 %)    |
| Construction                                                                                              | 10      | 23,3 %  | (13,9 %)    |
| Commerce de gros et de détail, transports, hébergement et restauration                                    | 6       | 14 %    | (28,8 %)    |
| Activités financières et d'assurance                                                                      | 1       | 2,3 %   | (4,4 %)     |
| Activités spécialisées, scientifiques et techniques et activités de services administratifs et de soutien | 5       | 11,6 %  | (11,6 %)    |
| Administration publique, enseignement, santé humaine et action sociale                                    | 3       | 7 %     | (13,3 %)    |
| Autres activités de services                                                                              | 4       | 9,3 %   | (8 %)       |

Le secteur de l'industrie manufacturière, des industries extractives et autres est prépondérant sur la commune puisqu'il représente 32,6 % du nombre total d'établissements de la commune (14 sur les 43 entreprises implantées  à Araules), contre 14,2 % au niveau départemental.
Les deux entreprises ayant leur siège social sur le territoire communal qui génèrent le plus de chiffre d'affaires en 2020 sont : 
- Celle Palettes Emballage, fabrication d'emballages en bois (6 815 k€)
- Etablissements Celle, fabrication d'emballages en bois (6 730 k€)

### Agriculture
La commune fait partie de la petite région agricole dénommée « Massif du Mezenc-Meygal ». En 2010, l'orientation technico-économique de l'agriculture  sur la commune est la production de bovins, orientation élevage et viande.
|                                   | 1988  | 2000 | 2010 |
| --------------------------------- | ----- | ---- | ---- |
| Exploitations                     | 86    | 49   | 30   |
| Superficie agricole utilisée (ha) | 1 550 | 1341 | 1216 |

Le nombre d'exploitations agricoles en activité et ayant leur siège dans la commune est passé de 86 en 1988 à 49 en 2000 puis à 30 en 2010, soit une baisse de 65 % en 22 ans. Le même mouvement est observé à l'échelle du département qui a perdu pendant cette période 43 % de ses exploitations. La surface agricole utilisée sur la commune a également diminué, passant de 1 550 ha en 1988 à 1 216 ha en 2010. Parallèlement la surface agricole utilisée moyenne par exploitation a augmenté, passant de 18 à 41 ha.

## Culture locale et patrimoine

### Lieux et monuments
L'église Notre-Dame d'Araules fait partie du pèlerinage de Saint-Jacques-de-Compostelle.
Le mas des Hermens, ferme isolée, située non loin au sud-est du hameau de Montbuzat, comprend une maison forte du XVIe siècle. Pendant deux siècles, les seigneurs dudit lieu sont les Bayle des Hermens, contractant nombre d'alliances alentour.

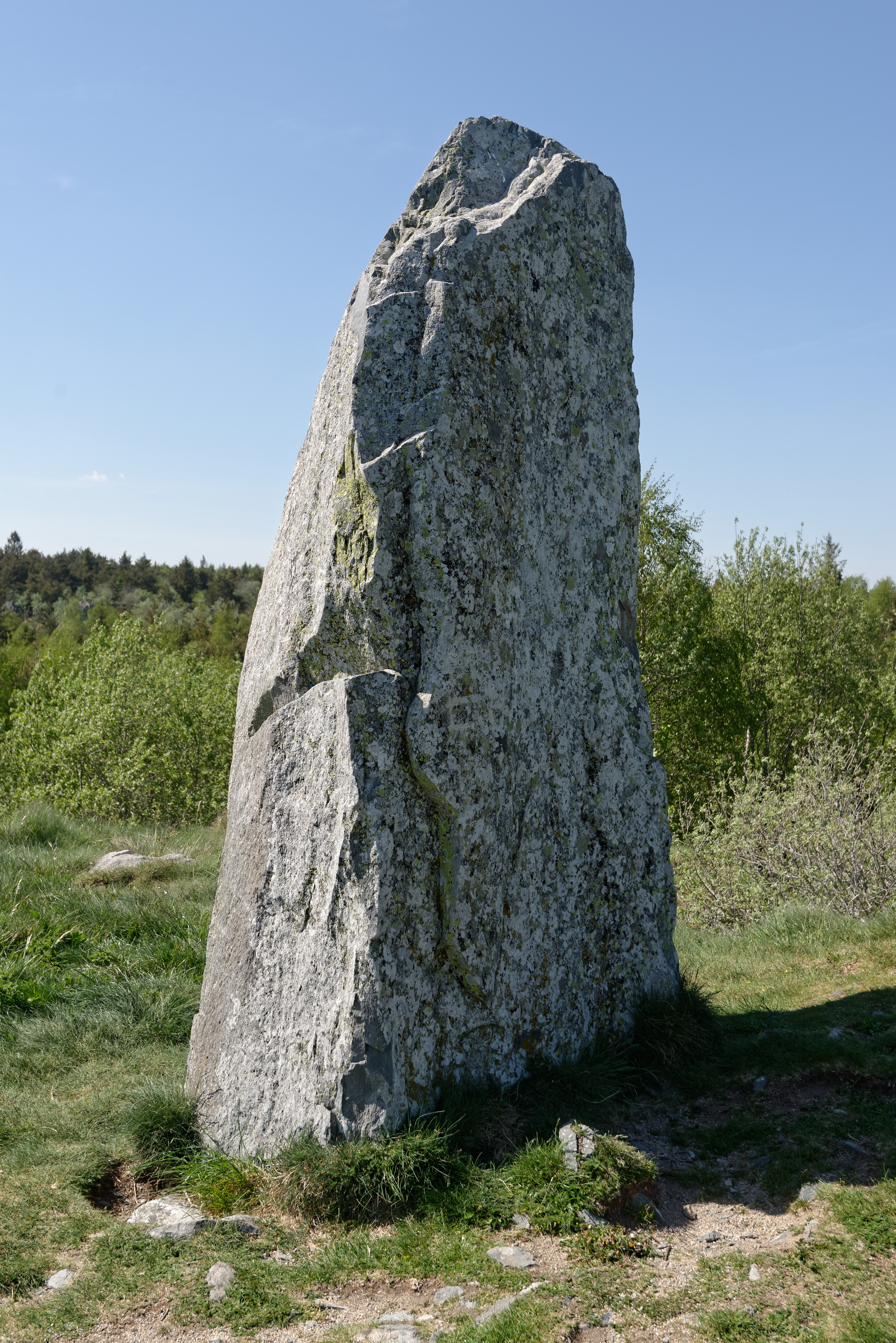
Menhir de Chièze.

Un menhir surplombe le lieu-dit Chièze.